# Brațul Cremenea
Brațul Cremenea este unul din cele 3 brațe (Brațul Cremenea sau Dunărea nouă – brațul navigabil din vest, Brațul Vâlciu – în mijloc și Brațul Măcin sau Dunărea veche –în est) în care se desparte fluviul Dunărea la intrarea în județul Brăila.
Acest braț împreună cu Brațul Vâlciu delimitează Insula Mică a Brăilei.